# メルヘン父さん
『メルヘン父さん』（メルヘンとうさん）は、吉田美紀子による日本の4コマ漫画作品。芳文社の『まんがホーム』にて2006年11月号ゲスト掲載を経て、12月号から2012年9月号まで連載。単行本は2011年4月現在、同社から3巻まで刊行されている。同誌で連載されていた『プリティ・ママがライバル!』とは反対に父親の作品となっている。

## 登場人物
お父さん
主人公。妻と娘2人を支えている専業主夫。炊事・洗濯・掃除などの家事はプロの領域。その他、手先が非常に器用でありカービングなどの技術も高い。主人公としては珍しく役名が制定されていない。また、ふきだしで喋らない（無口なわけではなく、必要なことは喋る）。髪の毛が少ないことを気にしている。葉月の男性関係が気になっており、ちょっかいを出すことも。体調を崩すと金銭感覚が狂い、無意識にとても高価なチーズ（パルミジャーノ・レッジャーノの一塊り）を買ってしまったこともある。
春山文月（はるやま ふづき）
お父さんの妻。クールな性格。会社では課長を務めていて、部下達からは慕われている模様。家事などはあまり上手ではない。今でも夫と同じベッドで寝ている等、夫婦仲はアツアツ。お父さんと交際に持ち込むにあたって、かなり策略を練ったらしい。誕生日がクリスマス。
春山葉月（はるやま はづき）
長女。母や妹のかんなと同様に家事などは不得意。OLで、同僚の嶋さんの事が気になっている。誕生日がお盆。
春山かんな（はるやま かんな）
次女。家事も苦手で成績もやや低め。性格は甘えん坊。高校生なので3人の中ではお父さんといる時間が比較的長い。10月生まれ。

## 単行本
- 吉田美紀子『メルヘン父さん』 芳文社〈まんがタイムコミックス〉、既刊3巻
  1. 2008年6月22日発行、ISBN 978-4-8322-6642-1
  2. 2009年11月21日発行、ISBN 978-4-8322-6791-6
  3. 2011年4月22日発行、ISBN 978-4-8322-6953-8

## 関連作品
- となりのなにげさん - 同じく『まんがホーム』で連載されていた、橘紫夕の原作による4コマ漫画。主人公の名前が不明、吹き出しで喋らない、超人的な能力を持つ、などの共通点がある。